# Mina Carlson-Bredberg

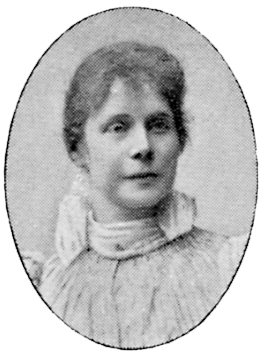
Wilhelmina Carlson-Bredberg

Wilhelmina Carlson-Bredberg  (Stockholm, 2 september 1857 – aldaar, 9 juni 1943) was een Zweedse kunstenaar.
Ze werd gedwongen met een familievriend te trouwen, Vilhelm Swalin. Nadat ze hem zeven jaar later verliet ging ze naar Parijs en studeerde aan de Académie Julian bij Jules Joseph Lefebvre en Gustave Boulanger. Later keerde ze terug naar Zweden en exposeerde ze op de World's Columbian Exposition, Chicago, 1893. In 1895 hertrouwde ze met de architect Greorg Carlson.
- Gemeinsame Normdatei: 1219225185
- International Standard Name Identifier: 0000 0000 5487 509X
- KulturNav: 6cc12bab-e63e-44c5-8b9f-e7c29fdb1edc
- RKD-Nederlands Instituut voor Kunstgeschiedenis: 462402
- LIBRIS: 310732
- Union List of Artist Names: 500710434
- Virtual International Authority File: 7377267